# Самокутяев, Александр Михайлович
Алекса́ндр Миха́йлович Самокутя́ев (род. 13 марта 1970, Пенза, РСФСР, СССР) — государственный деятель, политик, лётчик-космонавт Российской Федерации, член отряда космонавтов ЦПК до 2017 года.  Депутат Государственной Думы Федерального собрания Российской Федерации VII и VIII созывов с сентября 2020.
Совершил два космических полёта в качестве командира космических кораблей «Союз ТМА-21» (2011) и «Союз ТМА-14М» (2014—2015). Герой Российской Федерации (2012).
Из-за вторжения России на Украину, находится под международными санкциями Евросоюза, США, Великобритании и ряда других стран

## Образование
Родился 13 марта 1970 года и вырос в Пензе. Ещё во время учёбы в школе занимался парашютным и планерным спортом. Окончил среднюю школу № 56 г. Пензы. В 1987—1988 годах учился в Пензенском политехническом институте, но оставил этот вуз и поступил в Черниговское высшее военное авиационное училище лётчиков. В 1992 году, окончив его, получил квалификацию «лётчик-инженер». В 2000 году окончил Военно-воздушную академию им. Ю. А. Гагарина. В 2019 году с отличием окончил РАНХиГС при Президенте РФ по специальности «Управление персоналом и кадровая политика».

## Военная служба
В 1993 г. проходил службу в качестве инструктора в Черниговском ВВАУЛ, с 1993 г. по 1998 г. в Дальневосточном военном округе (ДВО) в должности старший лётчик, заместитель командира аэ в составе 1-й воздушной армии.
За время службы освоил самолёты «Вилга-35А», Л-13 «Бланик», Л-39, Су-24М.
В 1998—2000 годах обучался в Военно-воздушной академии им. Ю. А. Гагарина, по окончании назначен в Центра подготовки космонавтов на должность начальника отделения. В 2003г назначен на должность кандидата в космонавты и после окончания общекосмической подготовки с 2005 г. по 2012 г. занимал должности космонавта-испытателя, инструктора-космонавта-испытателя. В августе 2012г уволен из ВС РФ по организационно-штатным мероприятиям.

## Космическая подготовка
В январе 2003 года Александр Самокутяев был допущен Главной медицинской комиссией к спецтренировкам. 29 мая 2003 года зачислен в отряд космонавтов РГНИИЦПК имени Ю. А. Гагарина, в июне того же года приступил к общекосмической подготовке. Через два года, в июле 2005-го, ему присвоена квалификация «космонавт-испытатель». С августа 2005 по ноябрь 2008 года проходил обучение в составе группы специализации и совершенствования.

## Первый полет
5 апреля 2011 года состоялся старт корабля Союз ТМА-21, командиром которого назначен Александр Самокутяев. 7 апреля 2011 после стыковки Союза ТМА-21 с МКС он приступил к выполнению функций бортинженера основной экспедиции МКС-27/28. 16 сентября 2011 года Самокутяев и ещё двое космонавтов приземлились в Казахстане, после спуска с МКС на корабле Союз. В ходе полета он выполнил 48 научных экспериментов и выход в открытый космос длительностью 6 часов 23 минуты. Продолжительность полета составила 164 суток.

## Второй полет
26 сентября 2014 года Александр Самокутяев, Елена Серова и Барри Уилмор стартовали с космодрома Байконур. Во время полугодовой экспедиции экипаж выполнил на орбите более 50 научных экспериментов, участвовал в обеспечении работ с тремя российскими и одним европейским грузовыми транспортными кораблями. Кроме того, Александр Самокутяев совершил выход в открытый космос по российской программе продолжительностью 3 часа 41 минута. 12 марта 2015 года экипаж корабля «Союз ТМА-14М», который возглавлял Александр Самокутяев, благополучно вернулся из экспедиции. Продолжительность полёта составила 167 суток 5 часов 42 минуты. На следующий день после посадки, 13 марта 2015 года, Александру исполнилось 45 лет.
Статистика
| # | Стартовый корабль | Старт, UTC        | Экспедиция              | Корабль посадки | Посадка, UTC      | Налёт                        | Выходы в открытый космос | Время в открытом космосе |
| - | ----------------- | ----------------- | ----------------------- | --------------- | ----------------- | ---------------------------- | ------------------------ | ------------------------ |
| 1 | Союз ТМА-21       | 04.04.2011, 22:18 | Союз ТМА-21, МКС-27/28  | Союз ТМА-21     | 16.09.2011, 03:59 | 164 суток 05 часов 41 минута | 1                        | 06 часов 23 минут        |
| 2 | Союз ТМА-14М      | 25.09.2014, 20:24 | Союз ТМА-14М, МКС-41/42 | Союз ТМА-14М    | 12.03.2015, 02:07 | 167 суток 05 часов 42 минуты | 1                        | 03 часа 38 минут         |
|   |                   |                   |                         |                 |                   | 331 сутки 11 часов 23 минуты | 2                        | 10 часов 01 минута       |

## Дальнейшая работа
19 октября 2015 года приказом начальника ФГБУ «НИИ ЦПК имени Ю. А. Гагарина» назначен на должность заместителя командира отряда космонавтов ЦПК с сохранением должности инструктора-космонавта-испытателя. В то же время освобождён от должности командира группы кандидатов в космонавты.
В апреле 2017 года Главной медицинской комиссией Роскосмоса принято решение освободить Александра Самокутяева от дальнейшей специальной подготовки по медицинским показателям.
С апреля 2017 года А. М. Самокутяев занимает должность заместителя командира отряда космонавтов ФГБУ «НИИ ЦПК им. Ю. А. Гагарина».
В июле 2020 года был выдвинут от партии Справедливая Россия по 147 избирательному округу на довыборах в Госдуму 13 сентября 2020 года. Одновременно с этим на выборах губернатора Пензенской области кандидат от «Единой России» Иван Белозерцев, включил его в список кандидатов в Совет Федерации. На состоявшихся 13 сентября 2020 года выборах по 147 избирательному округу Самокутяев получил 62,88 % голосов. На выборах губернатора Иван Белозерцев также набрал большинство голосов. Представителя в Совет Федерации он назначил после инаугурации.
19 сентября 2020 года избран депутатом Государственной Думы Федерального собрания Российской Федерации VIII созыва.

## Санкции
23 февраля 2022 года внесён в санкционные списки стран Евросоюза за действия и политику, которые подрывают территориальную целостность, суверенитет и независимость Украины и еще больше дестабилизируют Украину.
24 февраля 2022 года включён в санкционный список Канады «близких соратников режима» за голосование о признании независимости «так называемых республик в Донецке и Луганске».
24 марта 2022 года, на фоне вторжения России на Украину, включён в санкционный список США за «соучастие в войне Путина» и «поддержку усилий Кремля по вторжению в Украину», Госдеп США заявил что депутаты Госдумы используют свои полномочия для преследования инакомыслящих и политических оппонентов, нарушают свободу информации, ограничивают права человека и основные свободы граждан России.
Позднее, по аналогичным основаниям, включён в санкционные списки Великобритании, Швейцарии, Австралии, Японии, Украины, Японии и Новой Зеландии.

## Награды

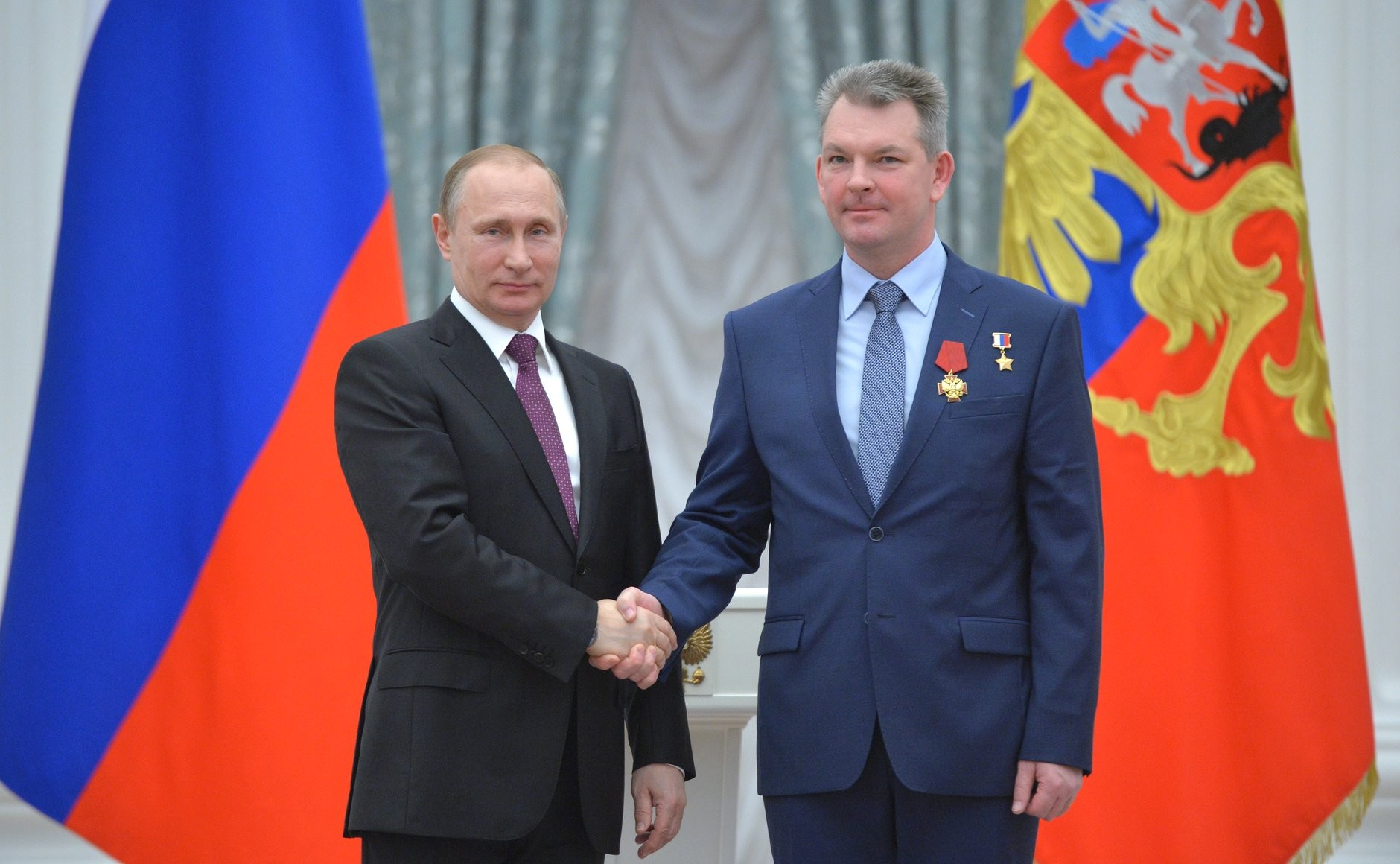
Награждение Орденом «За заслуги перед Отечеством» IV степени, 10 марта 2016 года

- звания «Герой Российской Федерации» и «Лётчик-космонавт Российской Федерации» (25 июня 2012 года) — за мужество и героизм, проявленные при осуществлении космического полёта на Международной космической станции;
- орден «За заслуги перед Отечеством» IV степени (15 февраля 2016 года) — за мужество и высокий профессионализм, проявленные при осуществлении длительного космического полёта[20];
- юбилейная медаль «70 лет Вооружённых Сил СССР» (1988 год);
- медаль «За воинскую доблесть» II степени;
- медали Минобороны России «За отличие в воинской службе» I, II и III степени;
- медаль «За службу в Военно-воздушных силах»;
- знак Королёва (2015)[21];
- медаль Алексея Леонова (Кемеровская область, 2015) — за два совершённых выхода в открытый космос[22];
- орден Гагарина (Федерация космонавтики России);
- медаль «За выдающуюся общественную службу» (НАСА);
- медаль «За космический полёт» (НАСА);
- Почётный гражданин города Пензы (26 апреля 2013 года)[23];
- Почетный гражданин города Гагарин (Смоленская область).

## Семья
- Мать — Мария Александровна Самокутяева. Живёт в Пензе;
- Отец — Михаил Самокутяев, умер в 2013 году (захоронен в Пензе).
- Брат — Андрей Михайлович Самокутяев;
- Жена — Оксана Николаевна Самокутяева (Зосимова);
  - Дочь — Анастасия Самокутяева (род. 1995) (замужем с 2018 г. Усова);

## Увлечения
Увлекается автомобилизмом, путешествиями, хоккеем с шайбой.

## Интересные факты
- 30 марта 2007 года Александр Самокутяев неудачно (его команда знатоков проиграла) сыграл одну игру в телевизионном элитарном клубе «Что? Где? Когда?» за команду космонавтов[24].
- Является почетным председателем Пензенского регионального отделения РГО(русского географического общества) и почетным председателем Пензенского регионального отделения международной общественной организации «Лига защиты культуры»
- В январе 2017 года Александр Самокутяев был избран председателем правления Межрегиональной общественной организации «Пензенское землячество».